# 淡路インターチェンジ

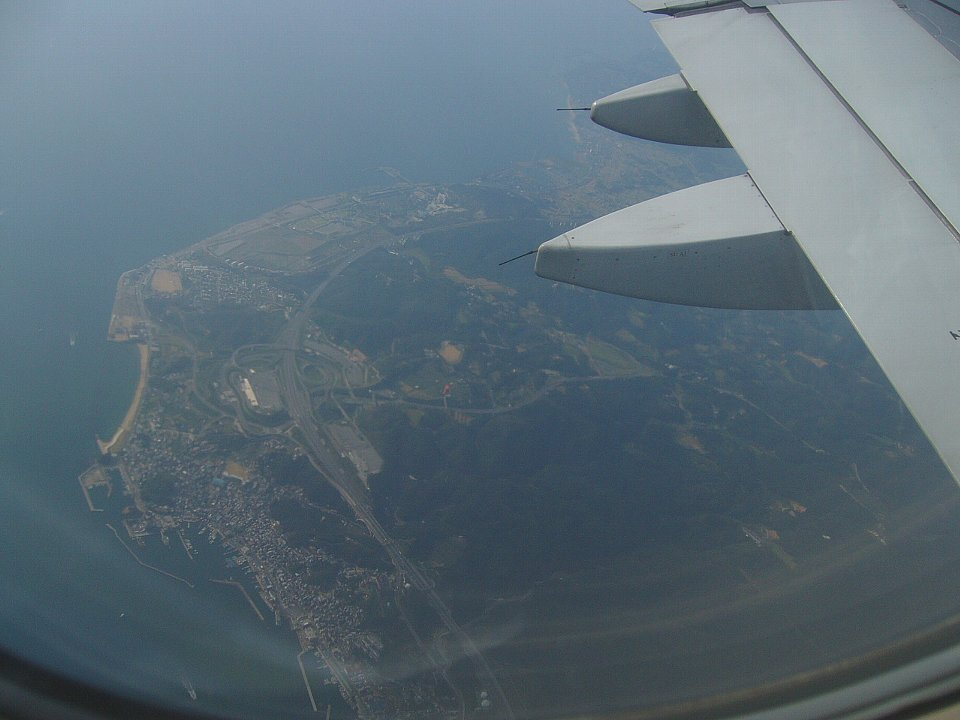
上空から淡路ICを望む

淡路インターチェンジ（あわじインターチェンジ）は、兵庫県淡路市岩屋にある神戸淡路鳴門自動車道のトランペット型のインターチェンジ。下り線にのみ「淡路島国際公園都市」の副名称が付けられていたが、2021年の案内標識更新時に削除された（東浦ICの上り線も同様に削除）。
神戸方面から淡路島に渡ってはじめてのICである。隣接して淡路SAが、本線上には淡路BSが設置されている。

## 道路

### 直接接続
- E28 神戸淡路鳴門自動車道（4番）
- 国道28号
- 兵庫県道31号福良江井岩屋線（淡路サンセットライン）
- 兵庫県道157号佐野仁井岩屋線

## 周辺
- 兵庫県立淡路島公園
- 道の駅あわじ
- 美湯 松帆の郷
- 兵庫県立あわじ花さじき
- 兵庫県立淡路景観園芸学校
- 岩屋港
- 北淡路高原カントリーメイツ牧場
- 大阪湾海上交通センター
- 国営明石海峡公園・淡路夢舞台

## 淡路バスストップ
淡路バスストップ（あわじバスストップ）は、兵庫県淡路市岩屋の神戸淡路鳴門自動車道淡路インターチェンジ本線上にあるバス停留所である。
時刻表やバス停ポールには淡路インターチェンジと表記されている。バスストップとその周辺に乗車券売り場はない。

### 発着バス
交通系ICカードは関西空港・京都発着路線を除き利用可能（みなと観光バスは電子マネー扱いのためPiTaPa利用不可）。

#### クローズドドアシステム路線
- 淡路交通・神姫バス・西日本JRバス・本四海峡バス共同運行
  - 高速舞子・学園都市駅・神戸三宮・新神戸駅・神戸空港・大阪国際空港・大阪駅JR高速BT・湊町BT
    - ■速達（夕方上り一部便の乗車のみ）・■快速・■■各停・■■観光アクセスタイプ停車停留所。
    - ■かけはしニジゲンノモリ号・■かけはしニジゲンノモリ洲本温泉号は淡路ハイウェイオアシス（ニジゲンノモリ）に、それ以外（■■■■■）は淡路IC停車。
    - ■■観光アクセスタイプは当停留所から津名港・洲本ICまでクローズドドアシステム非対象区間。
- みなと観光バス単独運行
  - 淡路島線　三ノ宮
- 関西空港交通・南海バス・徳島バス・本四海峡バスの共同運行
  - 関西国際空港
- 西日本JRバス・本四海峡バス・徳島バス・JR四国バス・京阪バス共同運行
  - 阿波エクスプレス京都号 名神高槻・名神大山崎・京都駅

#### その他の路線
- 淡路交通
  - 舞子・福良線（■各停タイプ） 福良〜高速舞子

#### 接続交通機関
- 淡路市生活観光バス路線（あわ神あわ姫バス）10系統北部観光周遊回り

## 料金所

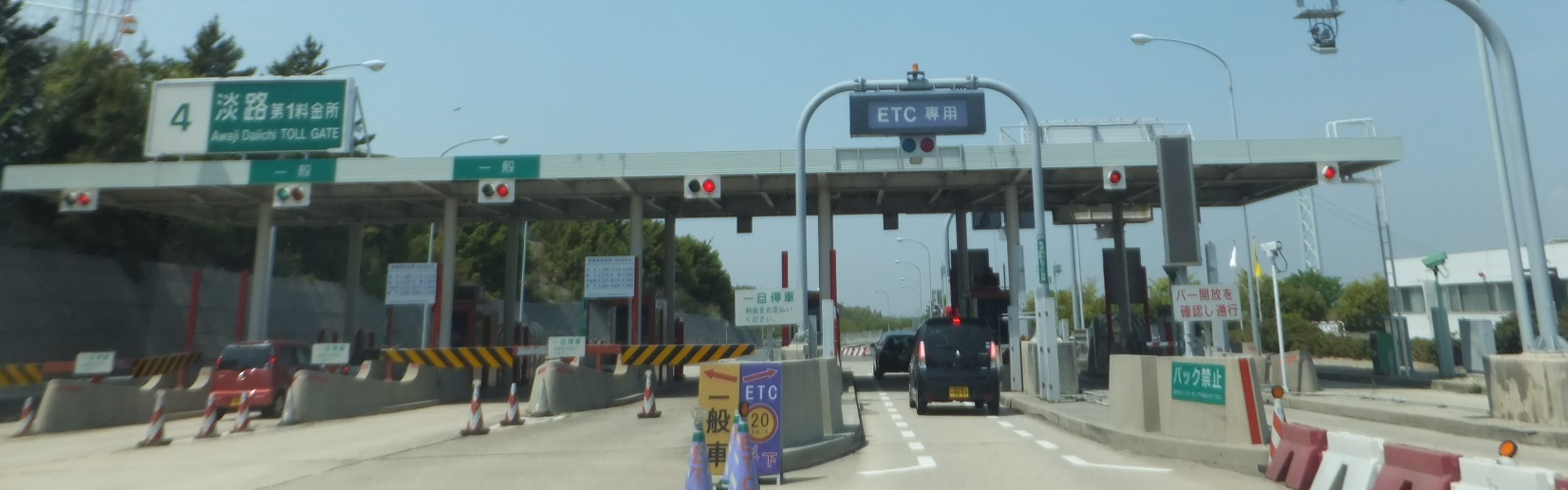
料金所

### 入口
- ブース数:2
  - ETC専用:1
  - 一般:1

### 出口
- ブース数:5
  - ETC専用:1
  - 一般:4

## 隣
E28 神戸淡路鳴門自動車道
(3)垂水JCT/IC - 舞子BS - (4)淡路IC/BS/SA/淡路北スマートIC - (5)東浦IC/BS
淡路北SICは入口専用。淡路北SICから入り、本線に入らずに本ICで出場することも可能。